# Animusic
Animusic es una compañía estadounidense que se especializa en la visualización en 3D de música basada en MIDI. Fundado por Wayne Lytle, fue creada en Nueva York y tiene oficinas en Texas y California. El nombre inicial de la compañía era "Visual Music" (Música Visual), y en 1995 cambió a "Animusic".
Animusic es conocida por las compilaciones de animaciones generadas por computadora que publica. Dichas animaciones están basadas en música en formato MIDI. Los eventos de los instrumentos MIDI, son procesados para generar simultáneamente la música y la acción en la pantalla, y lograr que cada movimiento corresponda a cada sonido. Muchos de los instrumentos aparentan ser robóticos o usan métodos curiosos para producir y para visualizar las composiciones musicales originales. Las animaciones se caracterizan porque suelen estar situadas en habitaciones o paisajes.
La música de Animusic es principalmente rock-pop. Consiste de secuencias sampleadas y editadas, que son reproducidas con pocos efectos. No hay canciones o voces, salvo por el ocasional sintetizador de coros. De acuerdo a los comentarios del director en el DVD 2, la mayoría de los sonidos de los instrumentos son generados por sintetizadores de software. Muchos de los sonidos se asemejan a las opciones disponibles en los teclados digitales comunes sometidos a alguna manipulación, como la altura o la velocidad de reproducción para mejorar su timbre.

## Las colecciones
En 2007 se han lanzado 2 colecciones de video.
- Animusic: Un álbum de vídeo de animaciones a computadora.
- Animusic 2: Un nuevo álbum de vídeo de animaciones a computadora.

Animusic fue relanzado en 2004 en una edición especial en DVD.
Animusic 2 fue lanzado en el 2005. 
El sitio web de Animusic ha anunciado que la compañía está Desarrollando Animusic 3, y con ello nos muestran una gran imagen de una de las animaciones que tendrá.
Su lanzamiento no está previsto para alguna fecha específica.

## Publicidad
Animusic se ha promovido en SIGGRAPH desde 1990, y se ha promovido en servicio de difusión público y otras redes de televisión tales como Tech TV's "Eye Drops".
Animusic ha ganado varios “computer animation awards” (concesiones de animación a computadora)

## El software que utilizó
Según el FAQ de la compañía, la animación se crea utilizando MIDImotion, mientras que 3D Studio Max fue utilizado para modelar, iluminación, las cámaras y movimientos, y renderizar.
Los mapas fueron pintados con Corel Painter, Deep Paint 3D, y Photoshop. A diferencia de muchas otras animaciones musicales, la música conduce a la animación.
Otras animaciones animan figuras o los caracteres a la música, mientras que las animaciones aquí son primero creadas, después seguirán y jugarán lo que les dice la música. Tales cosas se pueden ver en las demostraciones del DVD de Animusic, cómo cada instrumento juega realmente a través de un pedazo de música del principio a fin.

## Trivia
El video “Pipe Dream” de Animusic se lanzó como versión parcial de programa en tiempo-real (real-time) para Radeon de ATI, las tarjetas gráficas 9700 series.